# Риф Туббатаха
Риф Туббатаха (филипп. Bahurang Tubbataha, англ. Tubbataha Reefs Natural Park) — охраняемая территория и морской природный парк в составе Филиппин, расположенный в центральной части моря Сулу. Морской и птичий заповедник состоит из двух больших атоллов (носящих названия Северный и Южный) и рифа меньшего размера Джесси-Бизли и занимает общую площадь 7030 гектаров. Он расположен в 150 км к юго-востоку от города Пуэрто-Принсеса, административного центра провинции Палаван. Необитаемые острова и риф являются частью островного муниципалитета Кагаянсило, Палаван, расположенного примерно в 130 км к северо-востоку от рифа.
В декабре 1993 года ЮНЕСКО включила природный парк рифа Туббатаха в список Всемирного наследия как уникальный пример атоллов с очень высокой плотностью морских видов; атолл Северный является местом гнездования для многих видов птиц и морских черепах. Парк является примером нетронутого кораллового рифа с 100-метровой перпендикулярной коралловой стеной, обширной лагуной и двумя коралловыми островами. В 1999 году Рамсарская конвенция включила риф Туббатаха в список водно-болотных угодий, имеющих международное значение. В 2008 году риф было предложено назвать одним из семи «новых» чудес света.
Национальный парк и южная часть Филиппинского архипелага являются частью Кораллового треугольника и признаны центром морского биоразнообразия; на его территории обитают 75 % описанных видов кораллов и 40 % встречающихся в мире рифовых рыб. Ныне данная область находится под большой угрозой из-за перелова и наносящих вред окружающей среде методов рыболовства. Исследования учёных, посещающих рифы с 1980 года, показали, что природный парк рифа Туббатаха является местом обитания не менее 600 видов рыб, 360 видов кораллов, 11 видов акул, 13 видов дельфинов и китов и 100 видов птиц. Риф также является местом гнездования для бисс и зелёных морских черепах.